# Edi Consolo
Edoardo Gabriele Alois Consolo, detto Edi (Roma, 27 giugno 1908 – Pino Torinese, 3 marzo 2004), è stato un alpinista, sciatore, pittore e partigiano italiano.
Durante la seconda guerra mondiale ha partecipato attivamente alla Resistenza, collaborando con la missione "Glass e Cross". In questo contesto ha svolto il ruolo chiave di mantenere i contatti tra le formazioni partigiane operanti in Piemonte e Valle D'Aosta e i servizi segreti Alleati operanti in Svizzera.
Dopo la guerra ha trasformato la profonda conoscenza e la passione per la montagna diventando illustratore di paesaggi montani e in particolare elaborando nuove tecniche di raffigurazione delle stazioni sciistiche, in particolare valdostane e francesi.

## Biografia
Nato a Roma da una facoltosa famiglia ebrea, suo padre era Settimio Consolo e sua madre Gisella Oblieght, figlia di Rudolf Oblieght e nipote di Ernesto Emanuele Oblieght.
Trascorre l'infanzia a Villa Spada al Gianicolo, coi fratelli Mario e Alberto e la sorella Marcella.
A 16 anni si trasferisce a Genova dove consegue la prima laurea in Economia e Commercio. Si laurea poi in Scienze Politiche e in Diritto Sindacale.
Sottotenente degli Alpini e grande appassionato di sci e di montagna, partecipa a due Campionati del Mondo Universitari nel 1933 a St. Moritz e a Bardonecchia. Nel 1938 l'introduzione delle leggi razziali gli impedisce di intraprendere la carriera diplomatica.
L'8 settembre 1943 entra nella Resistenza e a dicembre passa in Svizzera per cercare un tramite tra la Resistenza e gli Alleati.

### L'adesione alla Resistenza e la "Glass e Cross"

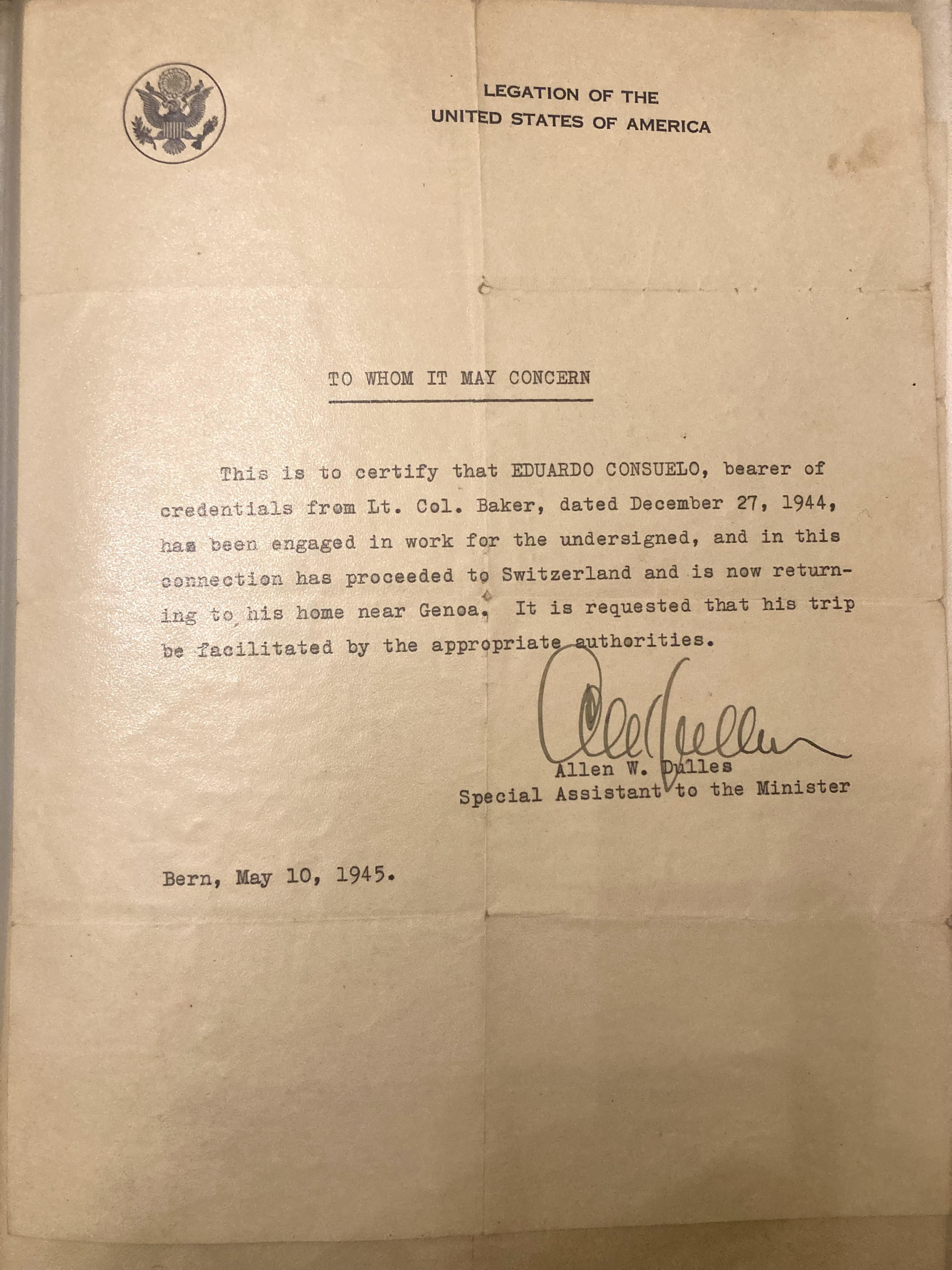
Lettera del generale Dulles

Durante la Resistenza, grazie alle abilità di sciatore e alla conoscenza delle lingue, entra a far parte con il nome in codice "Solemio" della missione Glass e Cross che, dal marzo 1944 ad aprile 1945, tiene i collegamenti tra il Comitato di Liberazione Nazionale Alta Italia e il Comando degli Alleati anglo-americani con sede a Berna per lo scambio di informazioni e ordini e l'invio di denaro ai partigiani. La missione prende il nome dai due organizzatori: il conte Enrico Marone Cinzano, detto "Glass", sfollato durante la guerra nella villa di famiglia a Courmayeur, e l'avvocato Giulio Colombo (nome in codice "Cross" da cross mountains), un giovane ebreo esperto di montagna, mentre il referente in Svizzera era il generale Allen Dulles, capo dei Servizi di sicurezza statunitensi in Europa. La missione  Glass e Cross è riuscita a far arrivare attraverso i valichi alpini grosse somme di denaro ai partigiani impegnati nella lotta di liberazione. Negli anni nella Resistenza in Valle D'Aosta Consolo ha fatto decine di volte il passaggio tra Svizzera e Italia e ritorno attraverso il Cervino, un percorso che comportava ogni volta decine di ore di marcia, appesantiti da zaini fino a trenta chili, pieni di biglietti da 1.000 lire, o da valigie contenenti radio trasmittenti.
Al gruppo si uniscono poi anche Raffaele Jona, Pino (Cesare Artom), fratello di Guido Artom e Sandro Fiorio, comproprietario dell'omonima conceria di Torino. I libri scritti da Consolo sulle missioni tra Italia Svizzera mettono in luce l'importanza della collaborazione tra gli Alleati e le organizzazioni clandestine della Resistenza operative nei paesi occupati e il ruolo decisivo in favore degli Alleati svolto dai cittadini e delle autorità Svizzere, pur sotto la minaccia di occupazione da parte dei tedeschi. Il gruppo Glass e Cross ha avuto anche un ruolo nella mancata realizzazione del progetto del generale De Gaulle di annessione della Valle d'Aosta e di altre aree francofone dell'Italia nordoccidentale (la Val di Susa e le Valli Valdesi) alla Francia, che non sarà messo in atto per l'intervento statunitense .

### Il dopoguerra come pittore e panoramista
Nel 1945 finita la Guerra riesce a trasformare l'esperienza e conoscenza della montagna in lavoro nel nascente settore della promozione turistica delle stazioni sciistiche.Nel 1956 riceve l'incarico dal Ministerè des Traveaux Publics, division du Turisme di Parigi di illustrare con panorami i comprensori del turismo invernale delle Alpi e dei Pirenei francesi{{Senza fonte}}. Nel 1960 inventa le "carte orbitali", rappresentazioni in prospettiva a volo d'uccello, pensate come piccole carte turistiche pieghevoli, di facile lettura che però mantengono la correttezza del rilievo delle carte topografiche. Infatti i dati sono restituiti attraverso calcoli e strumenti (che chiamava "marchingegni") ideati e costruiti da lui stesso. Si tratta di una svolta nel campo della cartografia, poiché il suo sistema orbitale unisce la precisione dei dati tecnici, grazie all’impiego di un apposito regolo delle altitudini, all’evidenza del panorama, che con le sue linee e i suoi colori agevola la lettura. Per realizzare le sue vedute perfeziona e brevetta diversi strumenti come il prospettografo e il simulatore orbitale, da lui scherzosamente chiamato “acchiappamosche”. La collezione dei panorami è stata acquistata nel 2001 dal Museo nazionale della montagna.
Nel 1989 si trasferisce con la moglie a Pino Torinese dove risiede fino alla morte, nel 2004.

## Riconoscimenti e mostre
- 1999 Commendatore della Repubblica per meriti speciali durante la Resistenza.
- 2003 Le Alpi in Montagna. Edi Consolo inventore di paesaggi, Torino,  Museo nazionale della montagna[12].
- 2018 Tour del Monte Bianco. Edi Consolo, Torino e Chamonix-Mont-Blanc, Museo nazionale della montagna; espone la serie Tour du Mont Blanc, concepita per un libro turistico realizzato con l’alpinista francese Gaston Rébuffat e altri panorami e disegni donati al museo dalla famiglia Consolo[13].

## Opere
- Edi Consolo, Carta delle zone operative partigiane del Piemonte, a cura di Istituto storico della Resistenza in Piemonte, Torino, s.d..
- Edi Consolo, La Glass e Cross attraverso le Alpi. Episodi di politica internazionale e finanziaria nella Resistenza, Torino, Teca, 1965, SBN LO10077024.
- Edi Consolo, I corrieri delle rose. L'alpinismo nella Resistenza: diplomazia, finanziamenti, rifornimenti. Resistenza, Pino Torinese, CM Composer, 1995, SBN CFI0654508.
- Edi Consolo, Intervista con il partigiano Gabriele Alois agente dei servizi speciali in val D’Aosta. Resistenza, riproduzione privata, 1974.
- Grazia e Edi Consolo, Il Manifesto degli Incrodati racconto fantastico di eventi autentici. Resistenza, riproduzione privata, 1997.